# Puntius bantolanensis
Puntius bantolanensis és una espècie de peix cipriniforme de la família dels ciprínids.

## Morfologia
Els mascles poden assolir els 12,4 cm de longitud total.

## Distribució geogràfica
Es troba al llac Manguao (nord de Palawan, les Filipines).